# Пљачка Пољске у Другом светском рату
Пљачку пољских културних артефаката и индустријске инфраструктуре током Другог светског рата извели су Трећи рајх и Совјетски Савез истовремено након инвазије на Пољску 1939. године. Значајан део пољске културне баштине, која се процењује на око пола милиона уметничких предмета, опљачкале су окупационе силе. Каталошки делови се и даље повремено проналазе у другим деловима света и враћају у Пољску.
Непроцењиви уметнички предмети који се још увек сматрају несталим или пронађеним у другим музејима укључују дела Бернарда Белота, Ане Билинске-Богданович, Јозефа Бранта, Луке Кранаха Старијег, Луке Кранаха Млађег, Албрехта Дирера, Антониса ван Дајка, Ханса Холбајна Млађег, Јакоба Јорданса, Франса Луикса, Јацека Малчевског, Рафаела, Рембранта, Петера Паул Рубенса, Хенрика Сјемирацког, Фајт Штоса, Алфреда Ковалског, Леона Вичолковског, Јана Матејка, Јозефа Зимлера, Јана Моленара и многих других.
У оквиру настојања да лоцира и пронађе нестале уметничке предмете, Министарство културе и народног наслеђа успоставило је Базу података ратних губитака. Од 2013. године садржао је преко 63.000 уноса. Списак, који је објавило Министарство, доставља се Националном институту за музеологију и заштиту збирки, пољским амбасадама и Централном регистру информација о опљачканим културним добрима 1933-1945. Повремено се шаље у преко 100 аукцијских кућа широм света. Поред тога, Министарство је такође успоставило веб страницу The Lost Museum, виртуелни музеј који садржи историјске фотографије многих уметничких предмета који су још увек воде као нестали.

## Позадина
На почетку инвазије на Пољску 1939. године, пољска међуратна влада покушала је да сакрије најцењеније културно наслеђе нације, као што је краљевско благо замка Вавел у Кракову. Краљевски прибор, укључујући Јагелонске таписерије, тајно је допремљен у Западну Европу, а затим у Канаду, између осталог. На крају рата, две паралелне пољске владе, пољска влада у егзилу коју је подржавао Запад и влада у комунистичкој Пољској коју је подржавао Совјетски Савез поставиле су право на ово национално благо. Културне артефакте је Канада предала Народној Републици Пољској у фебруару 1961.  

## Трећи рајх
Након немачке инвазије на Пољску у септембру 1939. и окупације Пољске од стране немачких снага, нацистички режим је покушао да потисне пољску културу. Као део тог процеса, нацисти су конфисковали имовину пољске националне баштине и много приватне имовине. Поступајући по законским декретима од 19. октобра и 16. децембра (Verordnung über die Beschlagnahme Kunstgegeständen im Generalgouvernement), неколико немачких агенција започело је процес пљачке пољских музеја и других збирки, што се наводно сматрало неопходним за „обезбеђивање“ немачких националних интереса.
Хиљаде уметничких предмета је опљачкано, док су нацисти спроводили план постављен пре почетка непријатељстава. Пљачку су надгледали стручњаци јединица СС - Аненербе, Ајнзацгрупена, који су били одговорни за уметност; и од стране стручњака Хаупттреухандстелле Ост, који су били одговорни за конфискацију предузећа и свакодневних предмета. Нацистички званичници одговорни за спровођење плана били су Ханс Посе, Јозеф Милман и његов полубрат Кајетан (тзв. Каи, обојица из СС- а), под надзором Дагоберта Фреја, СС историчара пореклом такође из Аустрије, којег је Берлин изабрао да потврди Пољску као „тевтонску земљу“ без Јевреја. Поред званичне пљачке од стране нацистичких власти, неке пљачке су вршили и појединци који су деловали на сопствену иницијативу; у ствари, Милман се жалио још 6. октобра 1939. да су многи предмети које је имао задатак да обезбеди већ премештени или једноставно украдени. Док су нацисти чували обимну документацију о новонабављеним опљачканим уметничким делима, систем није био сигуран и изгубили су траг о великом делу опљачкане робе током све случајније евакуације пољских територија 1944.
Већину важних уметничких дела у пољским јавним и приватним колекцијама нацисти су „обезбедили” у року од шест месеци од инвазије 1939. године. До краја 1942. године, немачки званичници су проценили да је „преко 90%“ уметничких дела која је претходно била у Пољској у њиховом поседу. Неке уметности су отпремљене у немачке музеје, као што је планирани, Фухрермусеум у Линцу, док су друге уметности постале приватно власништво нацистичких званичника. Године 1940. Хитлер је од Ханса Франка, гувернера окупиране Пољске, добио "поклон" - збирку, коју је приредио Милман, од 521 предмета највредније уметности. Франк је уз помоћ оберфирера Милмана, познаваоца уметности, сакупио велику колекцију уметности из пољских колекција. Укупна цена нацистичке крађе и уништавања пољске уметности процењена је на 11,14 милијарди долара.
Узето је преко 516.000 појединачних предмета. Тачан број је неизвестан јер није сва уметност каталогизована или регистрована, посебно у приватним рукама, а велики део документације је такође изгубљен. Процена губитака почела је већ током Другог светског рата под покровитељством Пољске владе у егзилу и Пољске подземне државе. Карол Естрејхер је 1944. објавио први рад на ову тему Културни губици Пољске у Лондону. Процена из 2010. дала је цифру од 75% као проценат културног наслеђа које је Пољска изгубила током рата. Процена обухвата и уништено и изгубљено културно наслеђе. Опљачкана уметност укључује:
- 11.000 слика пољских сликара
- 2.800 слика других европских сликара
- 1.400 скулптура
- 75.000 рукописа
- 25.000 мапа
- 22.000 књига штампаних пре 1800.
- 300.000 отисака и радова на папиру
- стотине хиљада других предмета уметничке и историјске вредности.

Број опљачканих или уништених књига процењује се на 1,5 милиона до чак 15 или 22 милиона. Чак су и егзотичне животиње узимане из пољских зоолошких вртова.

Током геноцидне кампање против пољских Јевреја, која је кулминирала операцијом познатом као акција Рајнхарт из 1942. године, општа изнуда и масовна пљачка постали су део економског плана Трећег рајха. Није се ограничила само на нацистичку политику према пољском уметничком наслеђу.
Пљачка пољских Јевреја и пљачка њихове имовине постала је норма. У сваком граду и селу, Јевреји су били приморани да предају не само злато, валуту и друге драгоцености, већ практично све потрошни материјал, укључујући намештај и одећу. Опљачкани су чак и предмети као што су кавези за птице, кваке на вратима и боце са топлом водом. Сваки изговор, или никакав, постао је изговор за изнуду.

## Совјетски Савез
Након што је Совјетски Савез извршио инвазију на Пољску 17. септембра 1939. године, он се такође бавио пљачком и уништавањем пољске културне баштине. Процењује се да је убрзо након инвазије око половина пољских музеја и сличних јавних установа демонтирано на територијама које су окупирали Совјети. Многи предмети су отпремљени у совјетске музеје као што су Московски историјски музеј и Централни антирелигијски музеј (такође у Москви). Остале збирке су једноставно уништене. На пример, током ликвидације пољског Лвовског историјског музеја почетком 1940. године, његова грађа је однета у подрум Црне куће (пољски: Чарна Камјеница), далеко од увида јавности, и тамо систематски уништавана.
Након совјетског напредовања преко немачке окупиране пољске територије, пљачка било чега од вредности настављено је до 1947. године, иако су ове територије у теорији већ биле додељене њеној савезничкој комунистичкој Пољској. Совјетске снаге су се бавиле посебно опсежном пљачком на бившим источним територијама Немачке које је касније требало да буду пребачене у Пољску, одузимајући им сваки део опреме који је оставило бежеће/депортовано становништво. Чак су се и пољски комунисти осећали нелагодно због обима својих злочина. Године 1945., будући председник пољског државног савета, генерал Александар Завадски, бринуо се да ће „силовање и пљачка совјетске војске изазвати грађански рат”.

### Индустријска пљачка
Почетком 1946. године деловање „бригада ратних трофеја“ регулисано је детаљним наредбама које је издао совјетски заменик министра одбране Николај Булгањин. Ове бригаде су до 1948. послале најмање 239.000 железничких вагона у СССР који су превозили природне ресурсе, комплетне фабрике и појединачне машине. Само град Бидгошч је изгубио 30 комплетних фабрика и 250 бродова. У Груђоидзу војска је конфисковала све машине из својих фабрика, без обзира на величину. У Торуњу су заузете све млинове, што је створило привремену несташицу хлеба. Блаховнија Сласка је изгубила велику немачку инсталацију за производњу синтетичког горива, транспортованог у СССР у 10.000 вагона. Слична производна линија у Полицији је превезена у 14.000 вагона. Гливице су изгубиле фабрику цеви, Бобрек и Лабеди су изгубили своје пећи за гвожђе. Комплетне електране су демонтиране и однешене из Мјеховице, Забжеа, Зђешовића, Микулчица, Блаховније Шленске и Шемске Шлеске. Мање индустрије су заплењене и у Сосновцу, Домброви Горњицич, Ченстохови, Згоди, Хожуву, Сјемјановицама, Познању, Бидгошчу, Груђондзу, Торуњу, Иновроцлаву, Влоцејевцу, Хојњицу, Лођу и Освијенћиму.
Пољопривредне животиње су такође биле мета пљачке: до 1. септембра 1945. Црвена армија је запленила 506.000 крава, 114.000 оваца и 206.000 коња. Само у фебруару 1945. однето је преко 72.000 тона шећера. У региону Торуња у овом периоду унесено је 14.000 тона житарица, 20.000 тона кромпира и 21.000 тона црвене цвекле. Ове бројке представљају само пљачку, пошто је пољска влада у то време и званично снабдевала Црвену армију храном, укључујући 150.000 тона жита, 250.000 тона кромпира, 25.000 тона меса и 100.000 тона сламе.
Поред тога, појединим војницима Црвене армије било је дозвољено да пошаљу "ратне трофеје" кући, а износ је зависио од њиховог чина. Резултат је била распрострањена пљачка приватних кућа одношењем драгоцености, укључујући храну, одећу, обућу, радио апарате, накит, прибор, бицикле, па чак и керамичке тоалетне шоље. Невиђене размере индивидуализоване пљачке могу се проценити на примеру руског града Курска, који је у јануару 1945. добио само 300 личних пакета од војника, али је у мају њихов број достигао 87.000.
Након што су такви транспорти окончани, Црвена армија је почела да пљачка железничку инфраструктуру, ремонт шинских возила, сигналне инсталације и шине: око 5.500 км шина су опљачкане.
Пољске власти су 1946. године процијениле размере пљачке на вредност од 2,375 милијарди (еквивалент 54 милијарде долара у доларима из 2015. године).

## Напори да се лоцира и поврати опљачкана уметност
После рата, пољско Министарство културе и уметности преузело је напоре да састави листу изгубљених уметничких дела, да их лоцира и поврати. Биро за ревиндикацију и одштету (Biuro Rewindykacji i Odszkodowań) је радио од 1945. до 1951. Реалност Хладног рата отежавала је проналажење опљачканог културног наслеђа, а ситуација се променила тек 1980-их и 1990-их. Године 1991. формирано је ново тело у ту сврху, Биро владиног представника за пољску културну баштину у иностранству (Biuro Pełnomocnika Rządu ds. Polskiego Dziedzictwa Kulturalnego Za Granicą), који ради при Министарству културе и уметности.  Иницијатива је 1999. године добила подршку пољског Министарства иностраних послова. Када се нађе опљачкано уметничко дело, пољска влада подноси захтев за његову реституцију, а као што је наведено на сајту Министарства, сви захтеви до сада су били успешни. Ажурирано: Октобар 2012.., Министарство је навело 30 драгоцених предмета који су извађени у периоду од 2001. до 2012. Међу пронађеним уметничким делима је и слика Јеврејке Александра Гјеримског, која је неочекивано пронађена у аукцијској кући Eva Aldag  у Букстехудеу у новембру 2010. Враћена је у Народни музеј у Варшави крајем јула 2011. и рестаурирана.
Пољско Министарство спољних послова је 1. августа 2012. објавило да је једно од најпознатијих несталих уметничких дела из пољске колекције, Рафаелова слика Портрет младића, пронађено „у трезору банке на непознатој локацији“. Портпарол министарства је био уверен да ће слика на крају бити враћена Пољској. У априлу 2014. пронађене су степенице у палати Франческа Гвардија.
Тренутно Пољска планира да изгради виртуелни музеј, Изгубљени музеј (пол. Muzeum Utracone) да изложи изгубљене уметничке предмете.
И Немачка и земље бившег Совјетског Савеза још увек чувају много пољског материјала опљачканог током Другог светског рата. Повратак опљачкане уметности из бивших држава Совјетског Савеза, као што је Русија, показује се посебно тешким.